# Primera División de Líbano 2014-15
La Liga Premier de Líbano 2014-15 es la 67ma temporada de la máxima liga de fútbol en el Líbano. Un total de 12 equipo compiten en la liga, con el Al Nejmeh como el campeón defensor.

## Equipos
Los clubes Al-Mabarrah y Al Egtmaaey Tripoli descendieron al segundo nivel del fútbol del Líbano al finalizar en los dos últimos lugaredes de la temporada 2013–14. Ellos fueron reemplazados por los clubes Nabi Sheet y Shabab Al-Ghazieh. El club Shabab Al-Ghazieh regresó luego de una temporada mientras que el club Nabi Sheet hizo su debut en la máxima categoría.

### Datos generales
| Equipo            | Ciudad  | Estadio                | Aforo  | Entrenador         |
| ----------------- | ------- | ---------------------- | ------ | ------------------ |
| Al Ahed           | Beirut  | Municipal de Beirut    | 22,500 | Mohammad Hammoud   |
| Al Akhaa Al Ahli  | Aley    | Estadio Amin AbdelNour | 3,500  | Hussein Afash      |
| Al Ansar          | Beirut  | Municipal de Beirut    | 22,500 | Zoran Pesic        |
| Al Nejmeh         | Beirut  | Rafic El-Hariri        | 15,000 | Theo Bucker        |
| Nabi Sheet        | Zahlé   | Nabi Shayth            | 1,000  | Mohammed Al-Dekka  |
| Racing Beirut     | Beirut  | Fouad Shehab           | 5,000  | Libor Pala         |
| Safa              | Beirut  | Safa                   | 4,000  | Samir Saad         |
| Salam Zgharta     | Zgharta | Zgharta                | 5,000  | Peter Meindertesma |
| Shabab Al-Sahel   | Beirut  | Municipal de Beirut    | 22,500 | Jamal Taha         |
| Shabab Al-Ghazieh | Sidon   | Internacional de Saida | 22,600 | Malek Hassoun      |
| Tadamon Sour      | Tyre    | Sour                   | 6,500  | Zouheir Mohammed   |
| Tripoli SC        | Trípoli | Municipal de Trípoli   | 22,000 | Ismael Qurtam      |

### Jugadores foráneos
| Club              | Visa 1          | Visa 2             | Visa 3            | Visa 4            |
| ----------------- | --------------- | ------------------ | ----------------- | ----------------- |
| Al Ahed           | Dennis Igoni    | Mohamad Abu Ateeq  | Rémi Adiko        | Ihab Msakni       |
| Al-Akhaa Al-Ahli  | Joziel          | Tado               | I-Eboah Eboah     |                   |
| Al Ansar          | Sebastião       | Ibrahim Swidan     | Prince Adolphus   | Paulo Matous      |
| Al Nejmeh         | Hamdi Mabrouk   | Godwin Ezeh        | Lasina Sorro      | Cheikh Sy         |
| Racing Beirut     | David Strihavka | Adeel Precious     | Mba Derick Ebi    | Ibrahim Babatunde |
| Safa SC           | Babi Bazofela   | Abdulrahman Akkari | Georgian Toba     | Erixon Danso      |
| Al Nabi Shayth    | Jan Niati       | Cheikh Diouf       | Mohamad Abu Ateeq |                   |
| Salam Zgharta     | Petr Trappi     | Lucas Galán        | Jocko Kassaga     |                   |
| Shabab Al-Ghazieh | Standli Eshabi  | Abdoulaye Kanouté  | Steven Oko        |                   |
| Shabab Al-Sahel   | Wasim Abdelhady | Ali Ghalioum       |                   |                   |
| Tadamon Sour      | Zadi Dedeh      | Haitham Khadoj     |                   |                   |
| Tripoli SC        | Michael Cafú    | Doglas Kroma       | Emanuel Evri      |                   |

## Tabla de posiciones
|     | Equipos de fútbol | PJ | G  | E | P  | GF | GC | Dif | Pts |
| --- | ----------------- | -- | -- | - | -- | -- | -- | --- | --- |
| 01. | Al Ahed(C)        | 22 | 16 | 3 | 3  | 42 | 10 | +32 | 51  |
| 02. | Al Ansar SC       | 22 | 13 | 4 | 5  | 31 | 19 | +12 | 43  |
| 03. | Al Nejmeh         | 22 | 11 | 6 | 5  | 26 | 18 | +8  | 39  |
| 04. | Tripoli SC        | 22 | 10 | 3 | 9  | 36 | 24 | +12 | 33  |
| 05. | Safa SC           | 22 | 8  | 6 | 8  | 26 | 28 | -2  | 30  |
| 06. | Al Nabi Shayth    | 22 | 8  | 6 | 8  | 30 | 36 | -6  | 30  |
| 07. | Salam Zgharta     | 22 | 7  | 6 | 9  | 33 | 40 | -7  | 27  |
| 08. | Shabab Al Sahel   | 22 | 7  | 3 | 12 | 25 | 28 | -3  | 24  |
| 09. | Shabab Al Ghazieh | 22 | 6  | 6 | 10 | 29 | 38 | -9  | 24  |
| 10. | Racing Beirut     | 22 | 6  | 5 | 11 | 18 | 30 | -12 | 23  |
| 11. | Tadamon Sour(D)   | 22 | 5  | 7 | 10 | 17 | 31 | -14 | 22  |
| 12. | Al Akha Aly(D)    | 22 | 5  | 5 | 12 | 18 | 29 | -11 | 20  |

Pts = Puntos; PJ = Partidos jugados; G = Partidos ganados; E = Partidos empatados; P = Partidos perdidos; GF = Goles anotados; GC = Goles recibidos; Dif = Diferencia de goles

(C) = Campeón; (D) = Descendido.

Fuente:
1. ↑  Clasificó a la Copa de la AFC 2016 (play-off), como campeón de la Copa del Libano 2015-16.

|  | Liga de Campeones 2016 (Play-off)         |
|  | Copa de la AFC 2016 (Play-off)            |
|  | Descenso a la Segunda División del Líbano |

## Estadísticas

### Goleadores
Actualizado hasta el 10 de mayo de 2015.
| Lugar | Jugador           | Equipo            | Goles |
| ----- | ----------------- | ----------------- | ----- |
| 1     | Lucas Galán       | Salam Zgharta     | 16    |
| 2     | Abdoulaye Kanouté | Shabab Al Ghazieh | 13    |
| 2     | Rémi Adiko        | Al Ahed           | 13    |
| 4     | Sheikh Dohuk      | Al-Nabi Shayth    | 11    |
| 5     | Wasim abdel Hady  | Shabab Al Sahel   | 10    |